# Sidi Addi
Sidi Addi (arabiska: سيدي عدي) är en ort i Marocko, som i folkräkningen räknas som stad i landskommunen Sidi El Makhfi. Den ligger i provinsen Ifrane och regionen Fès-Meknès, 160 km öster om huvudstaden Rabat. Antalet invånare var 4 217 vid folkräkningen 2014.